# Besman

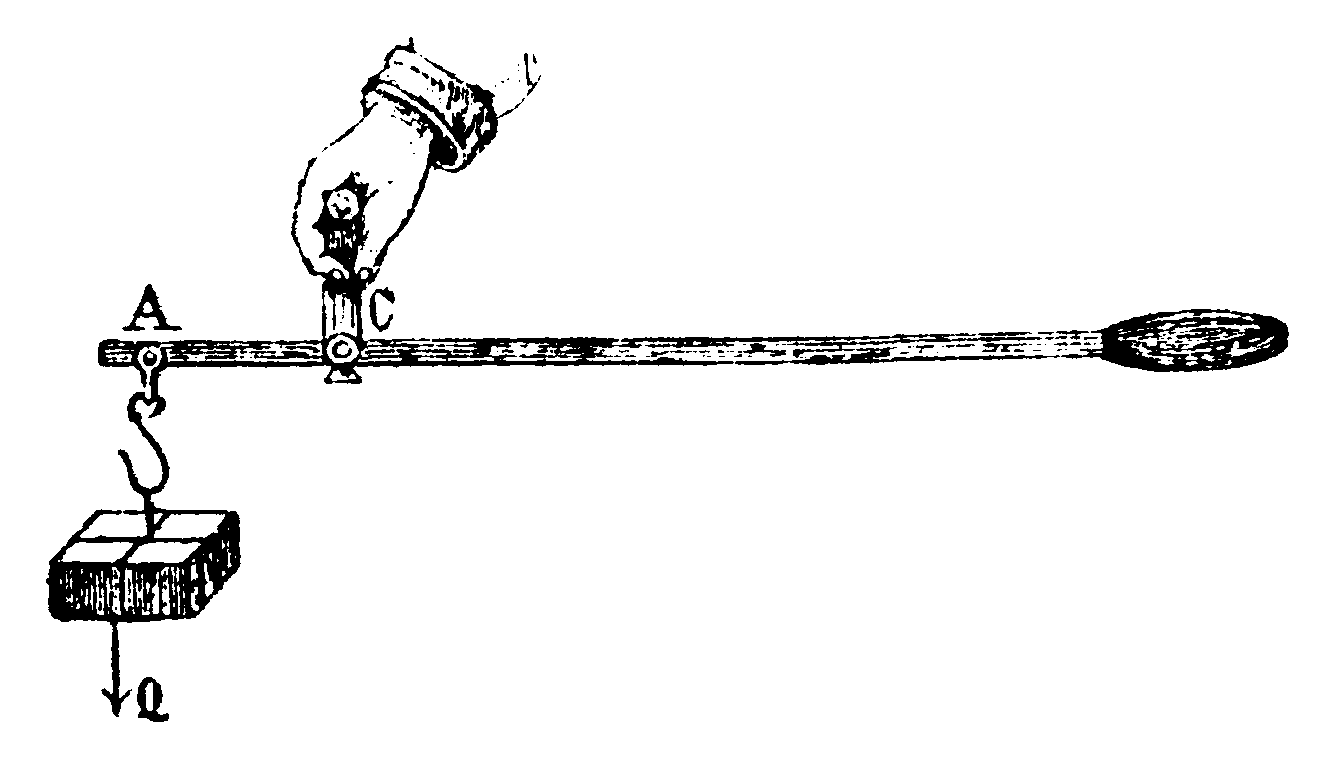
Besman

Ett besman eller betsman är en handhållen hävstångsvåg. Den har en motvikt och en rörlig upphängningspunkt. 
Principen är en tvåarmad hävstång med ett handtag fäst vid en pivotpunkt i mitten. Det som ska vägas hängs till exempel i en krok i ena änden av stången. I andra änden finns en vikt. Handtaget med pivotpunkten flyttas längs stången tills jämvikt uppnåtts. Stången är graderad så att vikten då kan avläsas från pivotpunktens läge.

## Pyndare och historik
En snarlik våg är pyndaren. Den skiljer sig från ett besman genom att handtaget är fast vid stången och motvikten rörlig.
Sedan medeltiden gällde för städerna att besman skulle vara försedda med stadens och justerarens märke för att vara giltiga. Från 1500-talet blev en kronstämpling "kröning" av kontrollerade besman vanligare. 1638 gjordes ett försök att avskaffa pyndare och besman hos Kronans uppbördsmän, i städer och på marknadsplatser. Förbudet fick liten effekt, trots att det upprepades 1665, där man dock förtydligade att besman ännu var tillåtna till husbehov. 1739 kom en förordning, där besman förbjöds vid allmän handel, med undantag av fiskhandel. Denna förordning gällde fram till 1855, då träbesman förbjöds. Vid ungefär den tiden börjar järnbesman, som mera sällsynt förekommit redan på 1500-talet ersätta träbesmanen. Krönta järnbesman tillverkades ännu i början av 1900-talet.

## Bilder

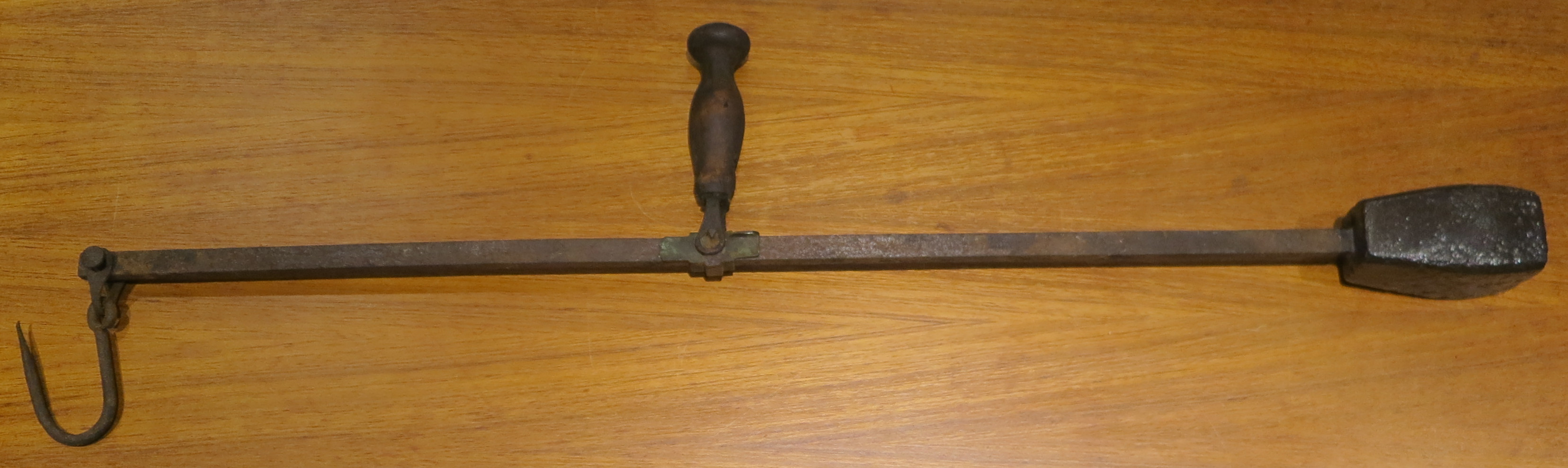
Besman med rörligt handtag men fast vikt och krok av en typ som blir vanlig runt 1890.
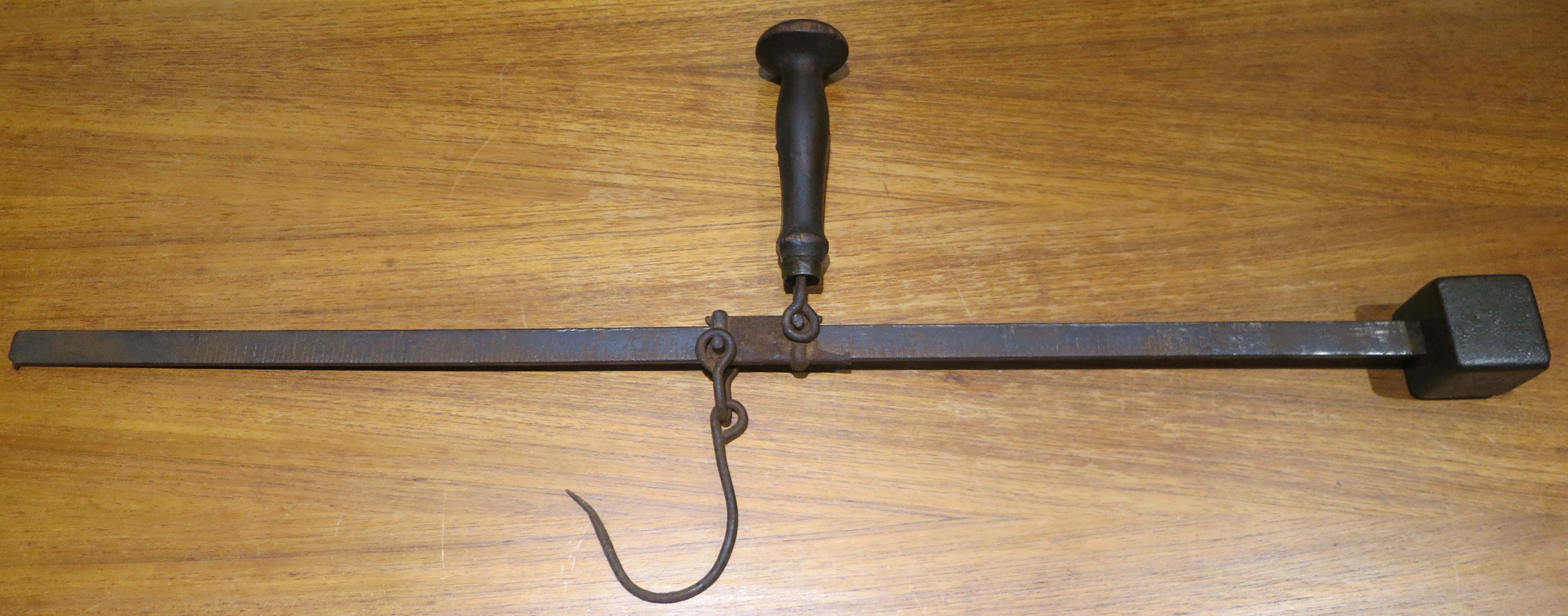
Svensktillverkad besman med fast vikt och kombinerat, rörligt handtag och krok
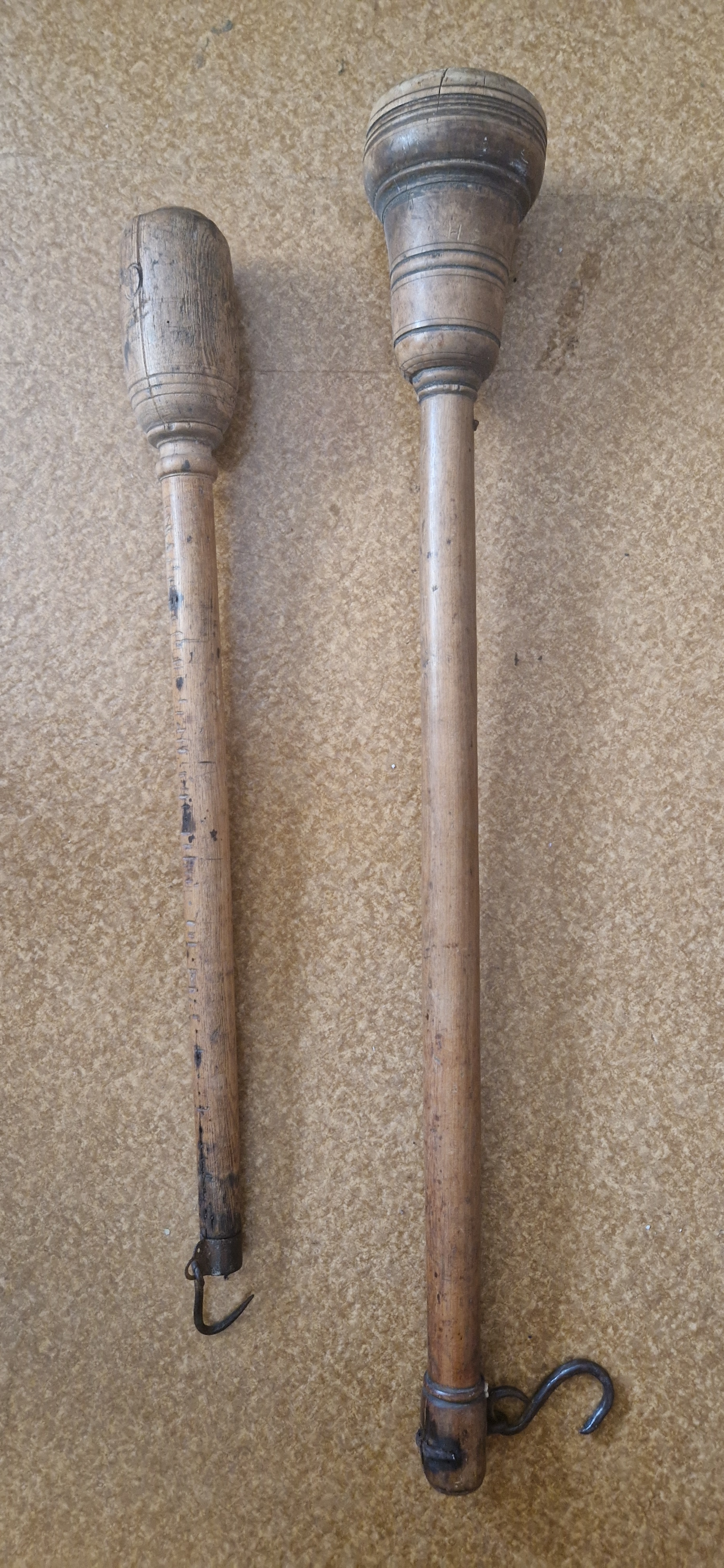
Två träbesman, till vänster av 1600-talstyp och till höger av 1700-talstyp.